# Bergmütze

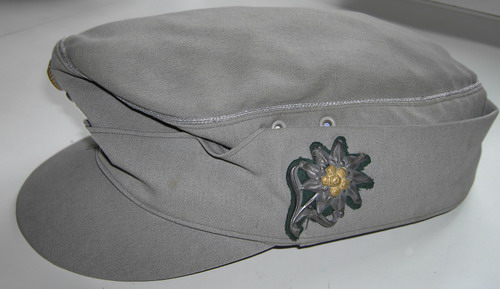
Bergmütze

Le Bergmütze, dit « casquette de montagne », est une casquette militaire traditionnelle autrichienne. En raison de sa praticité, elle a été adoptée par des milieux professionnels et des organisations.